# Dan Meis
Dan Meis (Windsor, 1961) è un architetto statunitense.
I lavori cui ha partecipato con il suo studio sono il Los Angeles NFL Stadium, il Miller Park di Milwaukee, il Safeco Field, il Manchester Evening News Arena, il Saitama Super Arena, il Lincoln Financial Field e il Paul Brown Stadium. È membro dell'American Institute of Architects.
Negli ultimi tempi sta portando avanti vari progetti per laUnited States Tennis Association e uno stadio per la Coppa del Mondo FIFA 2022 a Doha in Qatar.
In Italia sta progettando il nuovo stadio dell'Associazione Sportiva Roma in collaborazione con la società multidisciplinare di ingegneria milanese SCE Project e la ristrutturazione dello stadio Renato Dall'Ara di Bologna. Il 26 marzo 2014 ha preso parte alla presentazione del progetto in Campidoglio insieme al sindaco di Roma, Ignazio Marino ed al Presidente della Roma, James Pallotta.

## Progetti su cui ha lavorato
- Los Angeles NFL Stadium
- Sports City Stadium. Qatar
- Staples Center (NBBJ)
- USTA National Tennis Center concept design
- Miller Park (NBBJ)
- Paul Brown Stadium(NBBJ)
- Safeco Field (NBBJ)
- Saitama Super Arena con Nikken Sekkei
- Lincoln Financial Field (NBBJ)
- Dalian Soccer Stadium Competition
- @Bahrain Master Plan and Auto Club
- Mazda Stadium con EDI Architecture
- Dodger Stadium Renovation
- Thunderbay Motor Speedway
- Columbus Crew Stadium (NBBJ)
- LA Coliseum Renovation Study (NBBJ)
- Qualcomm Stadium Renovation
- Beijing Olympic Master Plan Competition (NBBJ)
- Qwest Center Omaha|Qwest Convention Center and Arena (NBBJ)
- Asia World Expo|Asia World Exhibition Center (NBBJ)
- The Dodge Theater (NBBJ)
- RFK Stadium Renovation (NBBJ)
- The Meadowlands Renovation Study (NBBJ)
- LG Twins Seoul Dome Competition (NBBJ)
- Guangdong Olympic Stadium Competition (NBBJ)
- Cintas Center at Xavier University
- Al McGuire Center at Marquette University
- Dalian Sports Center Competition (NBBJ)
- Stadio della Roma

## Vita privata
Meis vive a Los Angeles con sua moglie e due bambini.